# Bastuskäret
Bastuskäret med Trollrevet, Syndersgrund, Uttergrund, Tärnesören och Knipesbådan är en ö i Finland. Den ligger i Norra kvarken och i kommunen Korsholm i den ekonomiska regionen  Vasa i landskapet Österbotten, i den västra delen av landet. Ön ligger omkring 38 kilometer nordväst om Vasa och omkring 410 kilometer nordväst om Helsingfors.
Öns area är 77,4 hektar och dess största längd är 2 kilometer i sydväst-nordöstlig riktning.

## Sammansmälta delöar
- Bastuskäret 63°21′13″N 21°05′07″Ö / 63.35368°N 21.08539°Ö
- Trollrevet 63°21′43″N 21°06′05″Ö / 63.36204°N 21.10132°Ö
- Syndersgrund 63°21′00″N 21°04′59″Ö / 63.34994°N 21.08296°Ö
- Uttergrund 63°21′36″N 21°05′11″Ö / 63.35998°N 21.08637°Ö
- Tärnesören 63°21′31″N 21°05′25″Ö / 63.35872°N 21.09018°Ö
- Knipesbådan 63°21′34″N 21°05′51″Ö / 63.35945°N 21.09758°Ö

## Klimat
Inlandsklimat råder i trakten. Årsmedeltemperaturen i trakten är 4 °C. Den varmaste månaden är augusti, då medeltemperaturen är 16 °C, och den kallaste är februari, med −6 °C.